# Codemasters

Firmenlogo von 1990 bis zum 1. Juni 2007

Codemasters ist ein britischer Entwickler und Vertreiber von Videospielen. Der Hauptsitz befindet sich in Southam, England. Codemasters ist eines der ältesten britischen Spielestudios und wurde 2005 vom Magazin Develop zum besten unabhängigen Videospielentwickler ernannt. Seit 2021 gehört Codemasters zu Electronic Arts.

## Geschichte
Das Unternehmen wurde im Oktober 1986 von den Brüdern Richard und David Darling, die zuvor für Mastertronic gearbeitet hatten, sowie mit der Hilfe ihres Vaters Jim gegründet. Darüber hinaus wurden Niederlassungen in den USA, Frankreich, Spanien und den Beneluxländern unterhalten. Die Gebrüder wurden 2008 von Königin Elisabeth II. zu Commanders of the Order of the British Empire (kurz CBE) ernannt. Der deutsche Vertrieb findet seit März 2010 in Deutschland, Österreich und der Schweiz über Koch Media statt, im Zuge der Übergabe des Vertriebs an Koch Media wurde die deutsche Niederlassung aufgelöst. Codemasters publiziert heute Spieletitel für Windows, Nintendo Switch, Playstation 5 sowie Xbox One.
Zwischen 2005 und 2015 leitete der frühere Acclaim-Entertainment-CEO Rod Cousens das Unternehmen. Nachdem dieser im April 2015 zu Jagex wechselte, übernahm der bisherige COO Frank Sagnier den Posten des CEO.
Im April 2016 übernahm Codemasters einen Großteil der Mitarbeiter der Evolution Studios, als dieses von Sony geschlossen wurde. Im November 2019 übernahm Codemasters die Slightly Mad Studios, die Entwickler der Rennspielreihe Project Cars für ungefähr 30 Millionen US-Dollar. Durch die Übernahme wurden die Mitarbeiter von Codemasters auf rund 700 Mitarbeiter erhöht.
Im November 2020 meldete zunächst der amerikanische Publisher Take 2, Codemasters für 994 Millionen US-Dollar übernehmen zu wollen. Am 14. Dezember 2020 gab dann jedoch Take 2s Mitbewerber Electronic Arts überraschend bekannt, dass man das britische Unternehmen zu einem Preis von ca. 1,2 Milliarden US-Dollar übernehmen werde.
Am 18. Februar 2021 hat Electronic Arts den Abschluss der Codemasters-Übernahme bekannt gegeben. Der Kaufpreis liegt bei 1,2 Milliarden US-Dollar.

## Spiele
| Spieletitel                                       | Erstveröffentlichung |
| ------------------------------------------------- | -------------------- |
| 1nsane                                            | 2001                 |
| 3D Starfighter                                    | 1987                 |
| 4 Soccer Simulators                               | 1989                 |
| 750cc Grand Prix                                  | 1989                 |
| Advanced Pinball Simulator                        | 1988                 |
| American Idol                                     | 2003                 |
| Archlord                                          | 2006                 |
| Ashes Cricket 2009                                | 2009                 |
| ATV Simulator                                     | 1987                 |
| BDFL Manager 2001                                 | 2001                 |
| BDFL Manager 2002                                 | 2002                 |
| BDFL Manager 2003                                 | 2002                 |
| BDFL Manager 2004                                 | 2004                 |
| BDFL Manager 2005                                 | 2004                 |
| BDFL Manager 2006                                 | 2005                 |
| BDFL Manager 2007                                 | 2006                 |
| Bee 52                                            | 1992                 |
| Bella Sara                                        | 2008                 |
| Big Nose Freaks Out                               | 1992                 |
| Big Nose the Caveman                              | 1991                 |
| Bliss Island                                      | 2008                 |
| BMX Simulator                                     | 1986                 |
| BMX Simulator 2                                   | 1989                 |
| Bodycount                                         | 2011                 |
| Brian Lara 2007 Pressure Play                     | 2007                 |
| Brian Lara Cricket '96                            | 1996                 |
| Brian Lara Cricket '99                            | 1999                 |
| Brian Lara International Cricket 2005             | 2005                 |
| Brian Lara International Cricket 2007             | 2007                 |
| Brian Lara International Cricket 2007             | 2007                 |
| Bubble Bobble Revolution                          | 2006                 |
| Bubble Dizzy                                      | 1990                 |
| Bullet Witch                                      | 2007                 |
| Championship Jet Ski Simulator                    | 1989                 |
| CJ's Elephant Antics                              | 1991                 |
| Clive Barker's Jericho                            | 2007                 |
| Colin McRae Rally                                 | 1998                 |
| Colin McRae Rally                                 | 2013                 |
| Colin McRae Rally 2.0                             | 2000                 |
| Colin McRae Rally 3                               | 2003                 |
| Colin McRae Rally 04                              | 2004                 |
| Colin McRae Rally 2005                            | 2004                 |
| Colin McRae: Dirt                                 | 2007                 |
| Colin McRae: Dirt 2                               | 2009                 |
| Crystal Kingdom Dizzy                             | 1992                 |
| Damnation                                         | 2009                 |
| Dance Factory                                     | 2006                 |
| Dirt 3                                            | 2011                 |
| Dirt 4                                            | 2017                 |
| Dirt 5                                            | 2020                 |
| Dirt Rally                                        | 2015                 |
| Dirt Rally 2.0                                    | 2019                 |
| Dirt: Showdown                                    | 2012                 |
| Dirty Dancing                                     | 2008                 |
| Dizzy – The Ultimate Cartoon Adventure            | 1987                 |
| Dizzy Panic!                                      | 1990                 |
| Dizzy Prince of the Yolkfolk                      | 2011                 |
| Dizzy: Down the Rapids                            | 1991                 |
| Dragonlogy                                        | 2009                 |
| Emergency Mayhem                                  | 2008                 |
| F1 2009                                           | 2009                 |
| F1 2010                                           | 2010                 |
| F1 2011                                           | 2011                 |
| F1 2012                                           | 2012                 |
| F1 2013                                           | 2013                 |
| F1 2014                                           | 2014                 |
| F1 2015                                           | 2015                 |
| F1 2016                                           | 2016                 |
| F1 2017                                           | 2017                 |
| F1 2018                                           | 2018                 |
| F1 2019                                           | 2019                 |
| F1 2020                                           | 2020                 |
| F1 2021                                           | 2021                 |
| F1 22                                             | 2022                 |
| F1 23                                             | 2023                 |
| F1 24                                             | 2024                 |
| F1 25                                             | 2025                 |
| F1 Race Stars                                     | 2012                 |
| F1 Race Stars: Powered Up Edition                 | 2013                 |
| Fantastic Dizzy                                   | 1991                 |
| Fantasy World Dizzy                               | 1989                 |
| Fast & Furious Crossroads                         | 2020                 |
| Fast Food Dizzy                                   | 1987                 |
| FireHawk                                          | 1991                 |
| Fruit Machine Simulator                           | 1988                 |
| Fuel                                              | 2009                 |
| G-Man                                             | 1986                 |
| Ghost Hunters                                     | 1986                 |
| Grand Prix Simulator                              | 1987                 |
| Grand Prix Simulator II                           | 1989                 |
| GRID                                              | 2019                 |
| GRID 2                                            | 2013                 |
| GRID Autosport                                    | 2014                 |
| Heatseeker                                        | 2007                 |
| Hospital Tycoon                                   | 2007                 |
| I.G.I.-2: Covert Strike                           | 2003                 |
| Impossible Mission                                | 2007                 |
| Incredible Shrinking Sphere                       | 1987                 |
| IndyCar Series                                    | 2003                 |
| IndyCar Series 2005                               | 2004                 |
| Insane                                            | 2001                 |
| International Cricket 2010                        | 2010                 |
| Italia 1990                                       | 1990                 |
| James Pond: Codename Robocod                      | 2008                 |
| Jarrett & Labonte Stock Car Racing                | 2000                 |
| Jet Bike Simulator                                | 1988                 |
| Jonah Lomu Rugby                                  | 1997                 |
| Kwik Snax                                         | 1990                 |
| LMA Manager                                       | 1999                 |
| LMA Manager 2001                                  | 2001                 |
| LMA Manager 2002                                  | 2001                 |
| LMA Manager 2003                                  | 2002                 |
| LMA Manager 2004                                  | 2004                 |
| LMA Manager 2005                                  | 2004                 |
| LMA Professional Manager 2005                     | 2004                 |
| LMA Manager 2006                                  | 2005                 |
| LMA Manager 2007                                  | 2006                 |
| Maelstrom                                         | 2007                 |
| Magicland Dizzy                                   | 1991                 |
| Manchester United Manager 2005                    | 2004                 |
| Manchester United Soccer 2005                     | 2004                 |
| Miami Chase                                       | 1991                 |
| Micro Machines                                    | 1991                 |
| Micro Machines 2: Turbo Tournament                | 1994                 |
| Micro Machines 64 Turbo                           | 1999                 |
| Micro Machines Military                           | 1996                 |
| Micro Machines Turbo Tournament ’96               | 1995                 |
| Micro Machines V3                                 | 1997                 |
| Micro Machines V4                                 | 2006                 |
| Micro Machines World Series                       | 2017                 |
| MiG-29: Soviet Fighter                            | 1989                 |
| Mike Tyson Boxing                                 | 2000                 |
| Mike Tyson Heavyweight Boxing                     | 2002                 |
| MTV Music Generator                               | 1999                 |
| MTV Music Generator 2                             | 2001                 |
| MTV Music Generator 3: This Is the Remix          | 2004                 |
| Necris-Dome                                       | 1987                 |
| No Fear Downhill Mountain Biking                  | 1999                 |
| Onrush                                            | 2018                 |
| Operation Flashpoint: Cold War Crisis             | 2001                 |
| Operation Flashpoint: Dragon Rising               | 2009                 |
| Operation Flashpoint: Elite                       | 2005                 |
| Operation Flashpoint: Red Hammer                  | 2002                 |
| Operation Flashpoint: Red River                   | 2011                 |
| Operation Flashpoint: Resistance                  | 2002                 |
| Operation Gunship                                 | 1989                 |
| Overlord                                          | 2007                 |
| Overlord 2                                        | 2009                 |
| Overlord: Dark Legend                             | 2009                 |
| Overlord: Fellowship of Evil                      | 2015                 |
| Overlord: Minions                                 | 2009                 |
| Overlord: Raising Hell                            | 2008                 |
| Paris To Dakar Rally                              | 1991                 |
| Perimeter                                         | 2004                 |
| Pete Sampras Tennis                               | 1994                 |
| Phantomas                                         | 1986                 |
| Prisoners of War                                  | 2002                 |
| Pro BMX Simulator                                 | 1988                 |
| Pro Race Driver                                   | 2002                 |
| Professional Ski Simulator                        | 1987                 |
| Project CARS 3                                    | 2020                 |
| Psycho Pinball                                    | 1994                 |
| Race Driver 2006                                  | 2006                 |
| Race Driver: Create & Race                        | 2007                 |
| Race Driver: GRID                                 | 2008                 |
| Rafa Nadal Tennis                                 | 2007                 |
| Rainbow Islands Revolution                        | 2006                 |
| RF Online                                         | 2006                 |
| Rise of the Argonauts                             | 2008                 |
| Rising Forces Online                              | 2006                 |
| Robin Hood Legend Quest                           | 1992                 |
| Second Sight                                      | 2004                 |
| Sensible World of Soccer                          | 2007                 |
| Severance: Blade of Darkness                      | 2001                 |
| Soldiers: Heroes of World War II                  | 2004                 |
| Super Robin Hood                                  | 1985                 |
| The Excellent Dizzy Collection                    | 1993                 |
| The Race Against Time                             | 1988                 |
| The Realm Online                                  | 1996                 |
| The Ultimate Stuntman                             | 1990                 |
| Tilt                                              | 1991                 |
| TOCA Race Driver                                  | 2002                 |
| TOCA Race Driver 2                                | 2004                 |
| TOCA Race Driver 2: The Ultimate Racing Simulator | 2004                 |
| TOCA Race Driver 3                                | 2006                 |
| TOCA Touring Car Championship                     | 1997                 |
| TOCA World Touring Cars                           | 2000                 |
| TOCA 2 Touring Cars                               | 1999                 |
| Touring Car Challenge                             | 1999                 |
| Toybox Turbos                                     | 2014                 |
| Treasure Island Dizzy                             | 1988                 |
| Turning Point: Fall of Liberty                    | 2008                 |
| Worms 4: Mayhem                                   | 2005                 |
| You're in the Movies                              | 2008                 |